# Karin Falck
Anna Karin Margareta Falck, under en period Sohlman Falck, född Edström den 6 februari 1932 i Säffle församling, Värmlands län, är en svensk regissör, programledare och TV-producent.

## Biografi

### Karriär
Karin Falck föddes i Säffle, Värmlands län och bodde sina sex första levnadsår i Karlstad. Hon flyttade tillsammans med sin mor och yngre bror till Stockholm när hon var 6 år gammal sedan hennes far avlidit. I sin ungdom drömde hon om att få spela ishockey.
När Falck började på TV hade hon läst teaterhistoria och engelska vid Stockholms Högskola där hon  skrev en uppsats om barnteater. Hon blev sedan assistent åt Elsa Olenius som startat Barnteatern (nuvarande Vår Teater).
Hon började sin TV-karriär 1954 som scripta i Alf Sjöbergs TV-uppsättning av Hamlet. Nyfikenhet på tevemediet fick henne att söka till Radiotjänsts första producentkurs 1955. Handledarna  kom från BBC i London. Andra kvinnliga TV-pionjärer på kursen var Ingrid Samuelsson, Marianne Anderberg, Lena Fürst och Barbro Svinhufvud.
Falck anställdes vid Sveriges Radio redan 1956, och blev då Sveriges första kvinnliga producent. Falck var alltså med redan i televisionens barndom. Sommaren 1959, innan de var gifta, ledde hon tillsammans med blivande maken Åke Falck utomhus på Götaplatsen i Göteborg det under åtta lördagar utsända artistprogrammet "Sydvästen" - och det regnade inte en enda gång. Hon har genom åren producerat och regisserat en mängd underhållningsprogram för Sveriges Television. Hon jobbade där fram till 1986.  Hon bildade därefter sitt eget bolag Karin Falck Produktion AB.
Falck var programledare för SVT:s första ungdomsprogram Lördagsträffen som följdes av Källarklubben och Vi Unga. På 1970-talet var hon programledare för kaféprogrammet Halvsju. Falck var även programledare för Melodifestivalen 1975 och ledde också Eurovision Song Contest samma år (i och med att Sverige hade vunnit ESC 1974). Hon står bakom folkkära serier som bland annat I nöd och lust, Svenssons lördag, Estrad och Gäster med gester. Hon har regisserat såpoperor som Varuhuset, Storstad och Rederiet. Hon har även regisserat teaterföreställningar och krogshower, bland annat flera av Lill-Babs största framgångar. År 2007 tilldelades hon TV-priset Kristallens hederspris.

### Privatliv

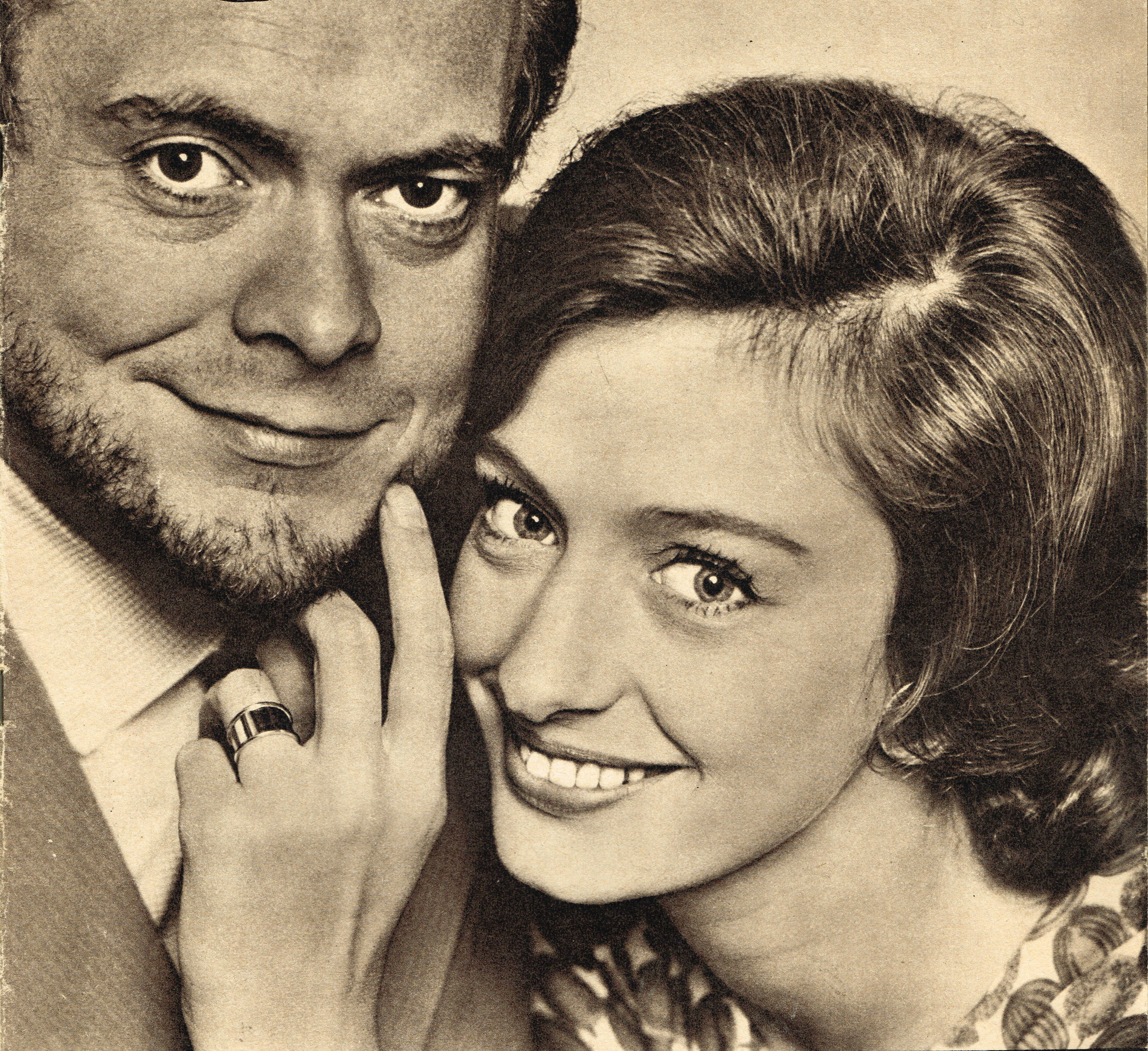
Åke och Karin Falck, 1960.

Karin Falck var 1953–1960 gift med Ragnar Sohlman och från 1960 med producenten och regissören Åke Falck, som dog 1974. Från 1970-talet var hon sambo med Hans Dahlberg (1930–2019). Hon är mor till skådespelaren och regissören Rolf Sohlman, producenten Anna Sohlman och författaren Carolina Falck. 
Karin Falck är syster till TV-journalisten Runo Edström.

## Teater

### Regi
| År   | Produktion                                       | Teater       |
| 1977 | Kar de Mummas kavalkad, revy Kar de Mumma        | Folkan       |
| 1985 | Fantomen Urban Wrethagen och Peter Emanuel Falck | Scalateatern |